# Paris 1919
Paris 1919 est le troisième album solo de John Cale, considéré aujourd'hui comme l'un de ses sommets,. Néanmoins, Il est de nos jours surtout connu pour sa chanson-titre, ainsi que pour sa production avec orchestre.
L'œuvre prend pour toile de fond l'Europe, en accordant une attention particulière à l'aube du XXe siècle. Le titre de l'album rappelle la conférence de la paix de Paris, et d'autres figures de l'époque comme Theobald von Bethmann Hollweg y apparaissent. Malgré cette importante construction historique, l'ensemble demeure attaché à son temps d'écriture et ne s'en sépare jamais veritablement.
Le tout présente un paysage profondément poétique, en proie à l'intertextualité, où les références y sont nombreuses et parsemées. Entre autres, sont convoqués: Dylan Thomas, Graham Greene, William Shakespeare, Enoch Powell et Sunset Boulevard. Quant aux nombreux lieux géographiques, les morceaux s'arrêtent par exemple en Andalousie, dans le jardin des Tuileries, tout en approchant Sébastopol et la Barbary Coast de San Francisco.
Malgré sa publication en 1973, la première version intégrale donnée sur scène de cet album ne date que de 2010.

## Liste des chansons
1. Child's Christmas in Wales
2. Hanky Panky Nohow
3. The Endless Plain of Fortune
4. Andalucia
5. Macbeth
6. Paris 1919
7. Graham Greene
8. Half Past France
9. Antartica Starts Here

### Bonus Tracks de la ré-édition de 2006
1. Burned Out Affair (Outtake)
2. Child's Christmas in Wales (version alternative)
3. Hanky Panky Nohow (version drone)
4. The Endless Plain of Fortune (version alternative)
5. Andalucia (version alternative)
6. Macbeth (répétition)
7. Paris 1919 (version cordes)
8. Graham Greene (répétition)
9. Half Past France (version alternative)
10. Antartica Starts Here (répétition)
11. Paris 1919 (version piano)
12. Macbeth (instrumental - piste cachées)

## Musiciens
- John Cale : voix, basse, guitare, claviers, violon
- Wilton Felder : basse
- Lowell George : guitare
- Richard Hayward : batterie
- Chris Thomas : tambourin